# يونغ بوليتيكال ميجورز
يونغ بوليتيكال ميجورز ذ.م.م أو التي تُعرف اختصارًا باسم YPM هي شركة استشارية خاصة تقوم بتسجيل الناس للتصويت في الانتخابات لصالح الجمهوريين. وتعمل في عدة ولايات بما في ذلك كاليفورنيا وفلوريدا وأريزونا وماساتشوستس. وقد تم اتهام الشركة بتضليل الناخبين بالتسجيل كجمهوريين، وألقي القبض على صاحبها في 18 أكتوبر 2008، ووُجِّهت إليه تهمة تزوير تسجيل الناخبين وشهادة الزور.